# 66. obmejni bataljon (JLA)
66. obmejni bataljon je bil obmejni bataljon v sestavi Jugoslovanske ljudske armade.
Enota je bila nastanjena v Sloveniji pred in med slovensko osamosvojitveno vojno.

## Zgodovina
Bataljon je bil aktivno udeležen v dogodke slovenske osamosvojitvene vojne.

## Organizacija
1991
- poveljstvo (Maribor)
- zaledni vod (Maribor)
- intervencijski vod (Maribor)
- oddelek za zveze (Maribor)
- 1. obmejna četa (po stražnicah)
- 2. obmejna četa (po stražnicah)
- 3. obmejna učna četa (Maribor)

1. in 2. četa sta bili razporejeni po naslednjih stražnicah:
- stražnica Gornja Radgona
- stražnica Zgornje Konjišče
- stražnica Sladki Vrh
- stražnica Ceršak
- stražnica Šentilj
- stražnica Špičnik
- stražnica Gaj
- stražnica Veliki Boč
- stražnica Duh
- stražnica Brezovnik
- stražnica Kapunar
- stražnica Brezni Vrh
- stražnica Kapla